# Patterson Township (Pennsylvanie)
Pour les articles homonymes, voir Patterson Township.
Patterson Township est un township, situé dans le comté de Beaver, en Pennsylvanie, aux États-Unis,. En 2010, il comptait une population de 913 habitants.

## Démographie
Lors du recensement de 2010, le township comptait une population de 3 029 habitants. Elle est estimée, en 2016, à 2 944 habitants.

### Source de la traduction
- (en) Cet article est partiellement ou en totalité issu de l’article de Wikipédia en anglais intitulé « Patterson Township, Beaver County, Pennsylvania » (voir la liste des auteurs).